# Catharina van Bourbon

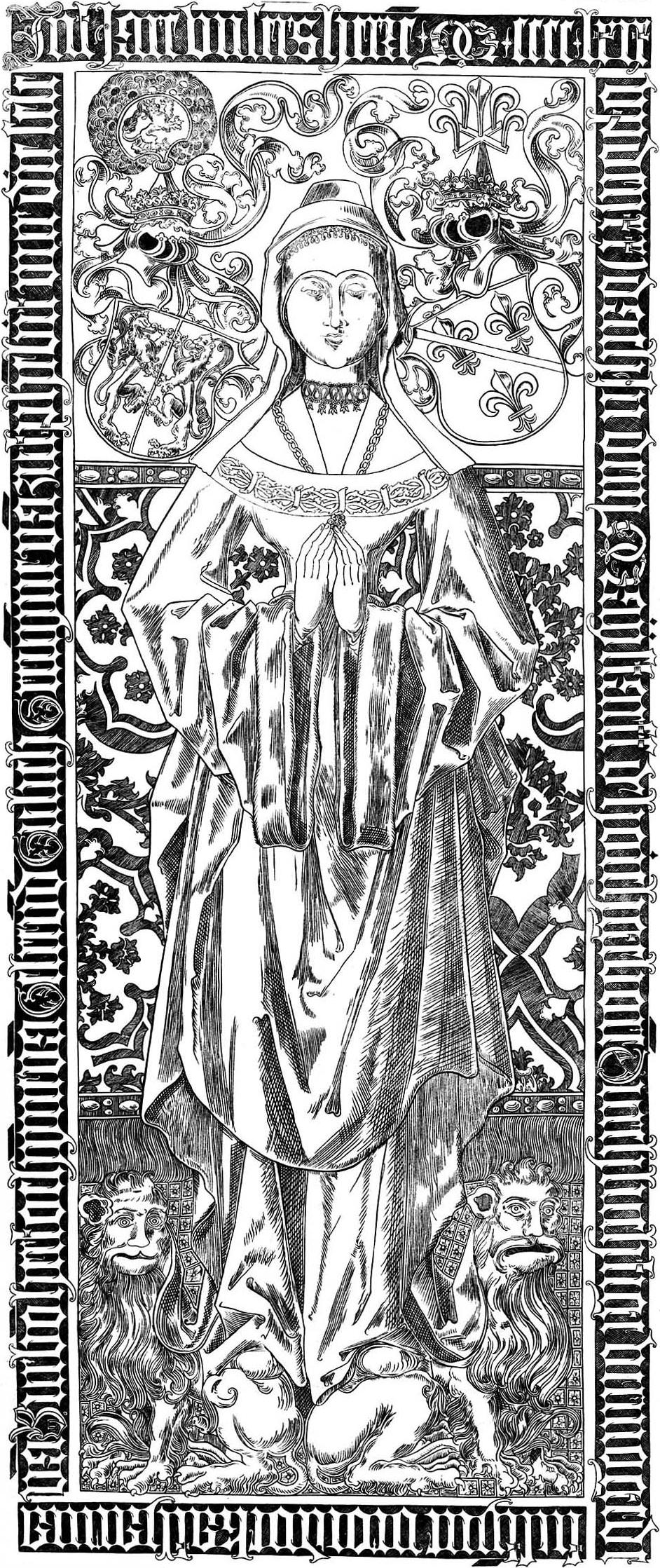
Grafsteen van Catharina van Bourbon in de Sint-Stevenskerk in Nijmegen.

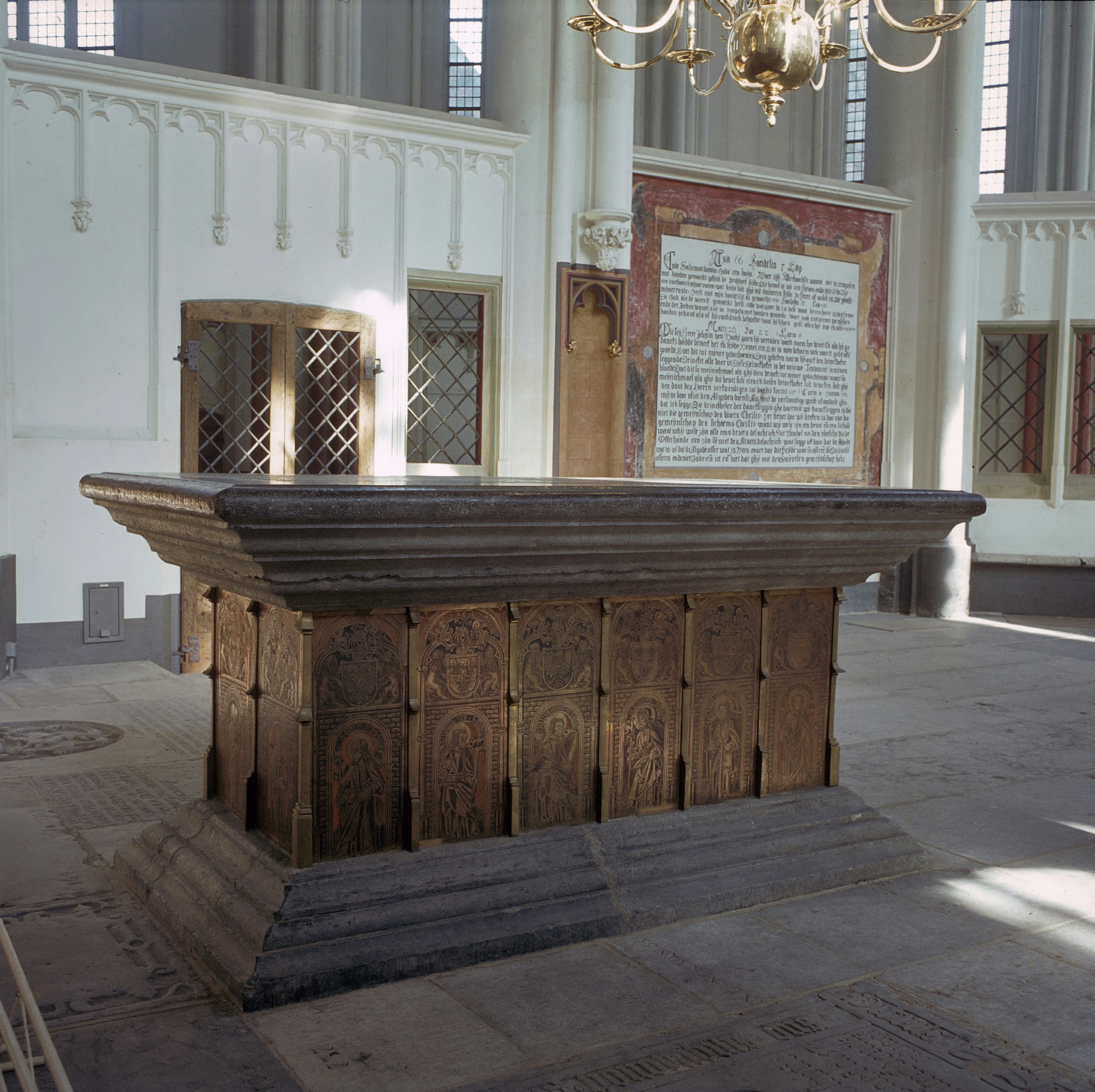
Graftombe voor Catharina van Bourbon in Nijmegen

Catharina van Bourbon (Luik, 1440 – Nijmegen, 21 mei 1469) was van 1465 tot 1469 hertogin van Gelre als echtgenote van Adolf van Egmont.
Ze was een dochter van hertog Karel I van Bourbon en zijn vrouw Agnes van Bourgondië. Op 28 december 1463 trouwde ze met Adolf van Egmont, die in 1465 zijn vader Arnold van Egmont opvolgde als hertog van Gelre. Bij hem had ze twee kinderen:
- Filippa (1465-1547), die in 1485 trouwde met hertog René II van Lotharingen (1451-1508) en
- Karel van Egmond (1467-1538), de latere hertog Karel van Gelre.

Ze overleed in 1469 en werd bijgezet in een eigen grafkelder in de Sint-Stevenskerk in Nijmegen. Dankzij het geld dat zij in haar testament daarvoor beschikbaar had gesteld, werd de Stevenskerk in 1475 verheven tot kapittelkerk. Haar zoon Karel liet in 1512 recht boven haar graf een tombe plaatsen, die nog steeds te zien is op het koor voor het hoofdaltaar.

## Voorouders
| Voorouders van Catharina van Bourbon | Voorouders van Catharina van Bourbon                                    | Voorouders van Catharina van Bourbon                                    | Voorouders van Catharina van Bourbon                                    | Voorouders van Catharina van Bourbon                                    | Voorouders van Catharina van Bourbon                                    | Voorouders van Catharina van Bourbon                                    | Voorouders van Catharina van Bourbon                                     | Voorouders van Catharina van Bourbon                                     |
| ------------------------------------ | ----------------------------------------------------------------------- | ----------------------------------------------------------------------- | ----------------------------------------------------------------------- | ----------------------------------------------------------------------- | ----------------------------------------------------------------------- | ----------------------------------------------------------------------- | ------------------------------------------------------------------------ | ------------------------------------------------------------------------ |
| Overgrootouders                      | Lodewijk II van Bourbon (1337-1410) ∞ Anna van Auvergne (1358-1417)     | Lodewijk II van Bourbon (1337-1410) ∞ Anna van Auvergne (1358-1417)     | Jan van Berry (1340-1416) ∞ 1387 Johanna van Armagnac (1346–1387)       | Jan van Berry (1340-1416) ∞ 1387 Johanna van Armagnac (1346–1387)       | Filips de Stoute (1342-1404) ∞ Margaretha van Male (1350-1405)          | Filips de Stoute (1342-1404) ∞ Margaretha van Male (1350-1405)          | Albrecht van Beieren (1336-1404) ∞ 1353 Margaretha van Brieg (1342-1386) | Albrecht van Beieren (1336-1404) ∞ 1353 Margaretha van Brieg (1342-1386) |
| Grootouders                          | Jan I van Bourbon (1381-1434) ∞ Maria van Berry (1367–1434)             | Jan I van Bourbon (1381-1434) ∞ Maria van Berry (1367–1434)             | Jan I van Bourbon (1381-1434) ∞ Maria van Berry (1367–1434)             | Jan I van Bourbon (1381-1434) ∞ Maria van Berry (1367–1434)             | Jan zonder Vrees (1371-1413) ∞ Margaretha van Beieren (1363-1423)       | Jan zonder Vrees (1371-1413) ∞ Margaretha van Beieren (1363-1423)       | Jan zonder Vrees (1371-1413) ∞ Margaretha van Beieren (1363-1423)        | Jan zonder Vrees (1371-1413) ∞ Margaretha van Beieren (1363-1423)        |
| Ouders                               | Karel I van Bourbon (1401-1456) ∞ 1412 Agnes van Bourgondië (1407–1476) | Karel I van Bourbon (1401-1456) ∞ 1412 Agnes van Bourgondië (1407–1476) | Karel I van Bourbon (1401-1456) ∞ 1412 Agnes van Bourgondië (1407–1476) | Karel I van Bourbon (1401-1456) ∞ 1412 Agnes van Bourgondië (1407–1476) | Karel I van Bourbon (1401-1456) ∞ 1412 Agnes van Bourgondië (1407–1476) | Karel I van Bourbon (1401-1456) ∞ 1412 Agnes van Bourgondië (1407–1476) | Karel I van Bourbon (1401-1456) ∞ 1412 Agnes van Bourgondië (1407–1476)  | Karel I van Bourbon (1401-1456) ∞ 1412 Agnes van Bourgondië (1407–1476)  |
| Catharina van Bourbon (1440-1469)    |                                                                         |                                                                         |                                                                         |                                                                         |                                                                         |                                                                         |                                                                          |                                                                          |